# Nokia 9210 Communicator
Il Nokia 9210 Communicator è uno smartphone di terza generazione della serie Nokia Communicator prodotto da Nokia ed introdotto nel 2000. Questo è stato migliorato rispetto agli smartphone di seconda generazione come il Nokia 9110 Communicator, infatti è stato introdotto un display a colori ed il sistema operativo Symbian versione 6.0 serie 80, il processore è di tipo ARM9. Questo è uno dei pochi telefonini capaci di ricevere ed inviare fax.
Può essere usato come un normale telefonino quando è chiuso, mentre quando viene aperto diventa un vero e proprio notebook di piccole dimensioni con un display LCD TFT VGA con risoluzione pari a 640 × 200 pixels.

## Caratteristiche
- Tecnologia GSM, Dual Band EGSM 900 / GSM 1800
- Principali applicazioni: predisposizione SMS, fax, email, Internet (web, WAP), rubrica, calendario.
- Applicazioni extra: calcolatrice, orologio, giochi, registratore e convertitore.
- Sistema operativo: Symbian 6.0 Series80.
- CPU: RISC 32 bit basata su ARM 9, 52 MHz.
- Display principale TFT da 4,5 pollici, risoluzione 640x200 a 4096 colori.
- Display secondario con risoluzione 80 × 48.
- Tempo di conversazione fino a 600 min, tempo di standby fino a 230 h, tempo di ricarica 180 min.
- Batteria: BLL3, 3,7V 1300 mAh Li-ion.
- Include Nokia PC Suite per il Nokia 9210 Communicator, utilizzabile su Windows.
- Dispone di un protocollo per l'alta velocità relativa del traffico dati denominato "High Speed Circuit Switched Data" (HSCSD) che gli permette di navigare a velocità fino a 120-160 kBps.
- Dimensioni: larghezza	5.6 cm, profondità 2.7 cm, altezza 15.8 cm, massa 244 g.

## Modelli sostituiti
Nokia sostituì il 9210 Communicator nella prima metà del 2005 con:
- Il Nokia 9300 Communicator – quest'ultimo è più piccolo (132 × 51 × 21 mm) e leggero (167g) del Nokia 9210, con caratteristiche molto simili.
- Il Nokia 9500 Communicator – con caratteristiche aggiuntive (Wi-Fi e fotocamera) ma con più o meno lo stesso massa (222 g) e le stesse dimensioni (148 × 57 × 24 mm).

Entrambi i nuovi modelli includono altre importanti aggiunte come: EDGE, display a colori esterno (128 × 128 pixel) e Bluetooth.

## 9290 Communicator
Il Nokia 9290 Communicator è la variante statunitense del 9210 Communicator, introdotto per la prima volta il 5 giugno 2001 e messo in vendita nel giugno 2002.